# Сима (риба)
Сима (Oncorhynchus masou) — вид міграційних риб родини лососевих (Salmonidae). Поширений у західній Пацифіці вздовж азійських берегів: Камчатка, Сахалін, Курильські острови, Приморський край Росії, Корея, Тайвань і Японія. Включає три підвиди:
- Oncorhynchus masou masou = Oncorhynchus masou ishikawai
- Oncorhynchus masou macrostomus
- Oncorhynchus masou formosanus

Іноді як підвид розглядають також Форель Біва (Oncorhynchus masou rhodurus).